# La revoltosa (película de 1969)
La revoltosa es una película musical española de 1969 dirigida por Juan de Orduña y protagonizada por José Sacristán, Antonio Segundo Durán y Elisa Ramírez. La película está basada en la zarzuela de 1897 del mismo título de Carlos Fernández Shaw y José López Silva, y fue la segunda adaptación realizada en esa década después de la versión de 1963. La película se realizó con el apoyo financiero de Televisión Española.

## Argumento
Madrid, finales del siglo XIX. A un patio de un barrio popular llega una vecina nueva: Mari Pepa, guapa, risueña y desenvuelta, que no tarda en encandilar a todos los hombres. Sólo uno se resiste, Felipe. Y es precisamente Felipe, de quién Mari Pepa se ha enamorado.

## Reparto
- José Sacristán como Tiberio
- Antonio Segundo Durán como Atenedoro
- Manuel Fernández Aranda como Chupitos
- Elisa Ramírez como Mari Pepa
- Antonio Casal como Cándido
- María Luisa Ponte como Gorgonia
- José Gómez Moreno como Felipe
- Antonio Martelo como Sr. Candelas
- Mónica Randall como Encarna
- Marisa Paredes como Soledad